# Vâlcelele, Călărași
Vâlcelele (în trecut, Crucea-Giurcă și Crucea) este satul de reședință al comunei cu același nume din județul Călărași, Muntenia, România.